# Bohdan Chudoba
Bohdan Chudoba (21. listopadu 1909 Brno – 2. ledna 1982 Madrid) byl český a československý historik, archivář, novinář, politik Československé strany lidové a poválečný poslanec Ústavodárného Národního shromáždění. Po roce 1948 žil v exilu.

## Biografie
Jeho otcem byl anglista František Chudoba a matkou Marie, rozená Petrová. Bohdan Chudoba v roce 1928 složil maturitu na Českém státním gymnáziu v Brně. Pak studoval historii na univerzitách v Brně, Oxfordu, Římě, Vídni a Madridu. V roce 1933 byl promován na doktora historických věd na španělské královské Universidad de Alcalá. V letech 1934–1936 konal vojenskou službu, v období let 1937–1942 potom pracoval jako učitel dějepisu na středních školách v Brně a v Tišnově. Za Protektorátu byl propuštěn ze školství a nastoupil jako komisař archivní služby a archivář Českého zemského archivu, kde působil v letech 1942–1945. Spolupracoval s odbojem.
Po osvobození nastoupil jako úředník na ministerstvo informací. Jako historik se zabýval politickými a duchovními dějinami raného novověku, zejména pronikáním španělských vlivů do střední Evropy, historickými souvislostmi bitvy na Bílé hoře a zápasem katolické a protestantské kultury v českých zemích. Byl autorem množství studií a knih, psal i poezii a prózu. Překládal z řady jazyků (včetně staré čínské poezie). Byl členem Syndikátu československých spisovatelů. Angažoval se také jako novinář. Už roku 1933 byl redaktorem časopisu Akord, v letech 1945–1946 pak redaktorem antikomunistických Obzorů. V parlamentních volbách v roce 1946 byl zvolen poslancem Ústavodárného Národního shromáždění za ČSL. V parlamentu setrval formálně do konce funkčního období, tedy do voleb do Národního shromáždění roku 1948. Na sjezdu v květnu 1947 byl zvolen předsedou mládežnické organizace ČSL. V rámci strany reprezentoval radikální křídlo, odmítající kompromisy s komunisty (s oblibou používal heslo totalita bude bita). V parlamentu s dalšími podobně orientovanými nekomunistickými poslanci úspěšně až do roku 1948 blokoval komunistické plány na radikální pozemkovou reformu.
Po únorovém převratu v roce 1948 odešel do emigrace. Hranice překročil již 28. února. Lidová strana (mezitím ovládnutá prokomunistickým křídlem) ho tehdy vyloučila ze svých řad. Krátce pobýval v Německu, pak odešel do Francie, kde nastoupil jako tlumočník na francouzském ministerstvu obrany. Na podzim 1948 společně s dalšími politiky budoval exilovou lidovou stranu. Později se spolu s některými dalšími lidovci (Simeonem Ghelfantem, Josefem Kalvodou) podílel na založení exilové formace Křesťansko-demokratické hnutí coby pravicovější a konzervativnější alternativy k ČSL. Později přešel ke konzervativní skupině okolo Lva Prchaly (Český národní výbor). V roce 1949 se usadil v USA a přednášel historii a politologii na řadě amerických univerzit (v letech 1949–1978 byl profesorem na Iona College). Od konce 50. let pobýval opakovaně ve Španělsku, kam se později trvale přestěhoval. I v exilu publikoval několik historických prací, v pozůstalosti zanechal řadu historických prací, románů a básnických sbírek.

## Publikace
- Počátky barokní myšlenky, 1934.
- Liberalismus v české výchově. Praha : Vyšehrad, 1940. 32 s.
- Španělé na Bílé hoře : tři kapitoly z evropských politických dějin. Praha : Vyšehrad, 1945. 284 s.
- O novou českou školu. Praha : Č.A.T., Universum, 1945. 36 stran. Vydání první.
- Jindy a nyní : dějiny českého národa. Praha : Vyšehrad, 1946. 461 s. 2. přepr. vyd. Frankfurt am Main : Opus bonum, 1975. 592 s.
- Úvod do studia filosofie, 1946.
- Co je křesťanská politika, 1947.
- Spain and the Empire 1519–1643, Chicago, 1952.
- Of Time, Light and Hell, Haag 1974.
- Vím, v koho jsem uvěřil : a jiné eseje. Brno : Centrum pro studium demokracie a kultury 2009. 159 s. ISBN 978-80-7325-193-2.
- Člověk nad dějinami. Praha: Torst 2018. 636 s. ISBN 978-80-7215-558-3
- Sirá plynou oblaka - Kronika několika týdnů. Praha: Torst 2021. 384 s. ISBN 978-80-7215-599-6
- Přijde den, ano už je tady... Korespondence Bohdana Chudoby 1977–1981. Hlinná: Nautilus 2023. 237 s.